# Gennadij Ivančenko
Gennadij Ivanovič Ivančenko (in russo Геннадий Иванович Иванченко?; Gagarin, 30 luglio 1946) è un ex sollevatore sovietico campione mondiale ed europeo che ha gareggiato nella categoria dei pesi massimi leggeri (fino a 82,5 kg.).

## Carriera
All'età di 17 anni Ivančenko entrò nella Scuola Navale militare di Riga, dove iniziò a praticare il sollevamento pesi.
Nel 1970 vinse il Campionato nazionale sovietico e partecipò ai Campionati europei di Szombathely, conquistando la medaglia d'oro con 487,5 kg. nel totale di tre prove. Qualche mese dopo vinse la medaglia d'oro anche ai Campionati mondiali di Columbus con 505 kg. nel totale.
L'anno seguente vinse un'altra medaglia d'oro ai Campionati europei di Sofia con 500 kg. nel totale, mentre dovette rinunciare ai Campionati mondiali di Lima dello stesso anno a causa di un infortunio ad una spalla.
Il lungo periodo di recupero da questo infortunio non gli consentì di arrivare in perfetta forma per qualificarsi alle Olimpiadi di Monaco di Baviera 1972.
Continuò in seguito a gareggiare fino al 1979, senza però ottenere risultati di rilievo, diventando poi allenatore di sollevamento pesi al termine della sua carriera agonistica, durante la quale realizzò otto record mondiali, di cui uno nella prova di distensione lenta, uno nella prova di strappo, due nella prova di slancio e quattro nel totale di tre prove.
Il suo record mondiale di 178,5 kg. nella prova di distensione lenta è rimasto come record assoluto imbattuto, a seguito dell'abolizione della prova medesima da parte dell'IWF.
Ivančenko è stato anche il primo sollevatore nella storia dei pesi massimi leggeri ad infrangere la barriera dei 500 kg. sollevati nel totale di tre prove.